# 마틴 피터스
마틴 스탠퍼드 피터스(MBE, 영어: Martin Stanford Peters, 1943년 11월 8일 ~ 2019년 12월 21일)는 잉글랜드의 전 축구 선수이자 축구 감독이었다. 웨스트햄 유나이티드, 토트넘 홋스퍼, 노리치 시티, 셰필드 유나이티드 소속으로 선수 생활을 했고, 잉글랜드 축구 국가대표팀으로도 활약했다. 1966년 FIFA 월드컵의 우승 주역이었으며, 1968년 스코틀랜드와의 경기 이후 당시 잉글랜드 감독이었던 앨프 램지는 그를 "향후 10년을 앞선 플레이어"라고 표현했다.
은퇴 이후 1981년 셰필드 유나이티드의 감독을 맡았으며, 1982년에는 골스턴 소속으로 잠깐동안 선수직에 복귀한 적도 있었다. 현재 그는 에식스주의 작은 도시인 셴필드에 거주중인 것으로 알려져있다.